# Церковь Спасителя, исцелившего расслабленного (Ведерницы)
Церковь Спасителя, исцелившего расслабленного (Спасская церковь) — церковь Русской православной церкви в селе Ведерницы в Дмитровском городском округе Московской области.
Чудотворная икона Христа Спасителя, исцелившего расслабленного, была прославлена именно в селе Ведерницы. В 1803 году в честь этой иконы был освящен главный престол церкви Космы и Дамиана на Маросейке.

## История
В 1504 году в дарственной грамоте Дмитровского князя Юрия Ивановича упоминается село Ведерницы с деревянным храмом во имя Живоначальной Троицы. В конце XVI века в Ведерницах была церковь Святой Троицы с приделом Сергия Чудотворца на полатях и с колокольней. В конце XVII века этот деревянный храм сгорел. Вместо него был построен новый, более просторный, с приделом во имя Сергия Радонежского.
Каменный храм в Ведерницах был заложен в 1773 году, окончен — в 1780 году и освящён — 11 июня 1781 года. Архитектурно храм представлял собой кирпичное здание типа восьмерик на четверике в духе барокко с двусветным основанием и граненой апсидой, перекрыт восьмидольным сомкнутым сводом, прорезанным световым барабаном. Колокольня была построена в 1810 году (каждый из трех её квадратных ярусов украшен легкими портиками с фронтонами), трапезная вновь выстроена под руководством архитектора С. К. Родионова в 1902 году, и в ней было два придела — Сергиевский и Казанский. Два придельных иконостаса были выполнены иконописной мастерской Н. А. Ахапкина. В 1887 году на средства ктитора купца П. С. Новосёлова возобновлялась стенопись в трапезной художником Н. П. Шепотьевым.

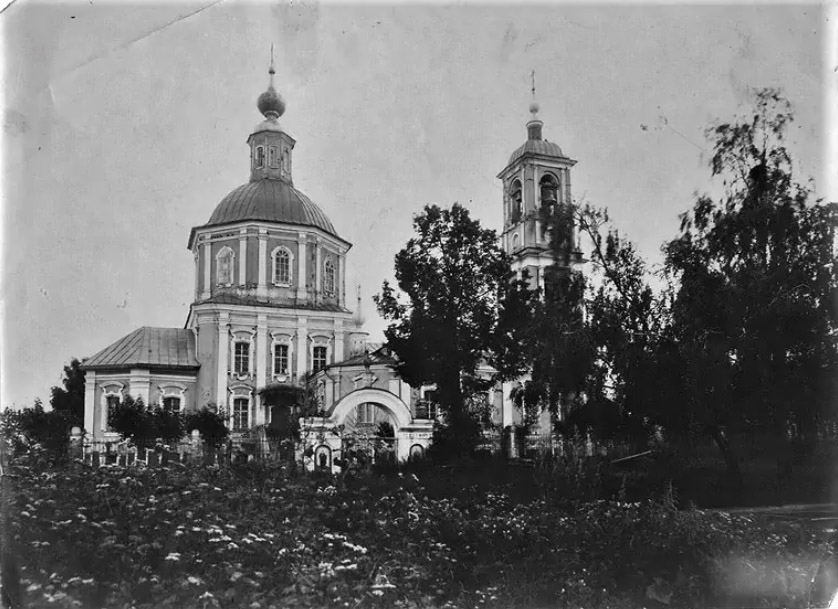
Храм до Великой Отечественной войны

Храм пережил Октябрьскую революцию, но закрылся в 1937 году, в советское время гонения на церковь. После этого Спасская церковь была разграблена и многие годы находилась в заброшенном состоянии, разрушаясь. В советские годы помещение храма использовалось для различных хозяйственных нужд. Возрождение храма началось после распада СССР — в самом конце XX века. С начала 2000-х годов началась постепенная реставрация, в первую очередь была восстановлена зимняя церковь и в ней регулярно проходят службы. Другая часть здания церкви, включая колокольню, до сих пор находится в руинированном состоянии.
Знаменитая чудотворная икона Спасителя, находившаяся в храме, утеряна; сейчас в Спасской церкви находится её копия.

## Священники
- Степан Дмитриев Воздвиженский - не позднее 1835-не ранее 1853[8]